# Questi dannati quattrini
Questi dannati quattrini (Double Dynamite) è un film del 1951 con Frank Sinatra e Groucho Marx. Il proprietario della RKO, Howard Hughes, cestinò il film perché lo considerava troppo brutto.

## Trama
In questa commedia non musicale, Frank Sinatra, che fa da spalla a Groucho Marx, è un cassiere di banca sospettato di malversazione. I numeri di ballo erano coreografati da Gene Kelly, con la sua classica energia inesauribile. Come al solito, Sinatra arriva sempre preparato, senza essere mai andato alle prove.